# Give Your Heart a Break
Give Your Heart a Break – piosenka amerykańskiej wokalistki Demi Lovato. To drugi singiel promujący jej trzeci studyjny album zatytułowany Unbroken. Autorami piosenki są Josh Alexander oraz Billy Steinberg. Jako singiel, utwór miał swoją premierę 23 stycznia 2012 roku. Kompozycja otrzymała pozytywne oceny od krytyków muzycznych.

## Notowania
| Chart (2011–12)                     | Peak position |
| ----------------------------------- | ------------- |
| Belgium (Ultratop 50 Flanders)      | 32            |
| Brazil (Billboard Hot 100)          | 39            |
| Brazil (Billboard Brazil Pop Songs) | 8             |
| Canada (Canadian Hot 100)           | 39            |
| New Zealand (RIANZ}                 | 9             |
| US Billboard Hot 100                | 16            |
| US Pop Songs (Billboard)            | 6             |
| US Adult Pop Songs (Billboard)      | 12            |
| US Adult Contemporary (Billboard)   | 18            |

## Publiczne wystąpienia
Po raz pierwszy, Demi wykonała Give Your Heart a Break na żywo podczas Y100's Jingle Ball w Miami, 10 grudnia 2011. 31 grudnia 2011 zaśpiewała utwór podczas sylwestrowego programu MTV. 11 stycznia 2012 wystąpiła z tą piosenką podczas gali People's Choice Award 2012, gdzie otrzymała nagrodę w kategorii Ulubiony popowy artysta. 6 marca 2012 wykonała singiel podczas programu The Today Show, natomiast 15 marca 2012 wystąpiła podczas show American Idol.